# Merochlorops flavipes
Merochlorops flavipes är en tvåvingeart som först beskrevs av Malloch 1927.  Merochlorops flavipes ingår i släktet Merochlorops och familjen fritflugor. Inga underarter finns listade i Catalogue of Life.